# The Grand Wazoo
| Đánh giá chuyên môn | Đánh giá chuyên môn |
| Nguồn đánh giá      | Nguồn đánh giá      |
| Nguồn               | Đánh giá            |
| ------------------- | ------------------- |
| Allmusic            | [ 1 ]               |

The Grand Wazoo là một album phòng thu của The Mothers, phát hành năm 1972. Được soạn và sáng tác trong thời kỳ tịnh dưỡng sau khi bị tấn công ở London, the album. The Grand Wazoo và album trước đó, Waka/Jawaka (tháng 7 năm 1972), cho thấy xu hướng big band fusion của Frank Zappa, một sự phát triển từ Hot Rats (1969). The Grand Wazoo là đĩa nhạc cuối cùng của Zappa được phát hành qua Bizarre Records. Đây là Official Release #16.

## Bối cảnh
Phần nhạc của The Grand Wazoo được dựng nên từ một big band. Đây là album thứ ba được phát hành trong thường kì Zappa ngồi xe lăn và không có khả năng lưu diễn do bị tấn công và đẩy ngã khỏi sân khấu tại một buổi diễn ở London. The Grand Wazoo gồm đa phần những bản nhạc không lời, giống với ba album trước đó: Hot Rats (1969), Burnt Weeny Sandwich (1970), và Waka/Jawaka (tháng 7 năm 1972).

## Danh sách track
Tất cả các track được sáng tác, soạn và sắp xếp bởi Frank Zappa.
| Mặt một | Mặt một                                      | Mặt một    |
| STT     | Nhan đề                                      | Thời lượng |
| ------- | -------------------------------------------- | ---------- |
| 1.      | "For Calvin (And His Next Two Hitch-Hikers)" | 6:06       |
| 2.      | "The Grand Wazoo"                            | 13:20      |

| Mặt hai | Mặt hai                     | Mặt hai    |
| STT     | Nhan đề                     | Thời lượng |
| ------- | --------------------------- | ---------- |
| 3.      | "Cletus Awreetus-Awrightus" | 2:57       |
| 4.      | "Eat That Question"         | 6:42       |
| 5.      | "Blessed Relief"            | 8:00       |

| 1995 Ryko remaster | 1995 Ryko remaster                           | 1995 Ryko remaster |
| STT                | Nhan đề                                      | Thời lượng         |
| ------------------ | -------------------------------------------- | ------------------ |
| 1.                 | "The Grand Wazoo"                            | 13:20              |
| 2.                 | "For Calvin (And His Next Two Hitch-Hikers)" | 6:06               |
| 3.                 | "Cletus Awreetus-Awrightus"                  | 2:57               |
| 4.                 | "Eat That Question"                          | 6:43               |
| 5.                 | "Blessed Relief"                             | 7:59               |

## Thành phần tham gia

### Nhạc công
| "The Grand Wazoo" và "For Calvin (And His Next Two Hitch-Hikers)" - Mike Altschul - woodwind - Bill Byers - trombone solo - Joanna Caldwell - woodwind - Earl Dumler - woodwind - Aynsley Dunbar - trống - Tony Duran - bottleneck guitar solo trong "the Grand Wazoo", guitar - Erroneous (Alex Dmochowski) - bass - Alan Estes - percussion - Fred Jackson - woodwind - Sal Marquez - hát, trumpet solo - Malcolm McNab - kèn đồng - Janet Neville-Ferguson – hát - Tony "Bat Man" Ortega - woodwind - Don Preston - minimoog - Johnny Rotella - woodwind - Ken Shroyer - "contractor and spiritual guidance" - Ernie Tack - kèn đồng - Frank Zappa - guitar solo mở đầu trong "the Grand Wazoo", guitar - Bob Zimmitti - percussion "Cletus Awreetus-Awrightus" - Mike Altschul - woodwind - "Chunky" (Lauren Wood) - hát - George Duke - keyboard, hát - Erroneous (Alex Dmochowski) - bass - Aynsley Dunbar - trống - Sal Marquez - kèn đồng - Ken Shroyer - trombone - Ernie Watts - woodwind, C Melody Saxophone ("Mystery Horn") solo - Frank Zappa - hát, guitar | "Eat That Question" - Mike Altschul - woodwind - Lee Clement - gong - George Duke - keyboard - Aynsley Dunbar - trống - Erroneous (Alex Dmochowski) - bass - Sal Marquez - kèn đồng, "multiple toots" - Joel Peskin - woodwind - Frank Zappa - guitar, percussion "Blessed Relief" - Mike Altschul - woodwind - George Duke - keyboard - Aynsley Dunbar - trống - Tony Duran - rhythm guitar - Erroneous (Alex Dmochowski) - bass - Sal Marquez - kèn đồng - Joel Peskin - woodwind - Frank Zappa - lead guitar - Nhà sản xuất: Frank Zappa - Kỹ thuật viên: Kerry McNabb - Người sắp xếp: Frank Zappa - Trợ giúp đặc biệt: Paul Hof - Nhiếp ảnh: Ed Caraeff, Tony Esparza, Barry Feinstein - Mình họa bìa: Cal Schenkel - Chỉ đạo nghệ thuật: Frank Zappa - Spiritual advisor: Kenny Shroyer - Tổng thầu: Kenny Shroyer - Burrito: Ernie's Taco House - Pizza: hai gã từ Ý - Gà sấy Barbecue: Hollywood Ranch Market |